# Липоваць-Крстинський
45°14′ пн. ш. 15°41′ сх. д. / 45.23° пн. ш. 15.69° сх. д.
Липоваць-Крстинський (хорв. Lipovac Krstinjski) — населений пункт у Хорватії, у Карловацькій жупанії у складі громади Войнич.

## Населення
Населення за даними перепису 2011 року становило 7 осіб.
Динаміка чисельності населення поселення: